# Angèle a Tony
Angèle a Tony (v originále Angèle et Tony) je francouzský hraný film z roku 2010, který režírovala Alix Delaporte. Snímek měl světovou premiéru na filmovém festivalu v Benátkách v září 2010.

## Děj
Film zachycuje milostný příběh Angèle a Tonyho. Angèle, krásná mladá žena, opuštěná a bez peněz, přijíždí do Port-en-Bessinu v Normandii, města zasaženého hospodářskou krizí. Tony, rybář, jehož otec se ztratil na moři, se jí ujme, aby mu pomáhala na rybím trhu.

## Obsazení
| Clotilde Hesme    | Angèle           |
| Grégory Gadebois  | Tony Vialet      |
| Évelyne Didi      | Myriam           |
| Jérôme Huguet     | Ryan             |
| Antoine Couleau   | Yohan            |
| Patrick Descamps  | Yohanův dědeček  |
| Patrick Ligardes  | radní            |
| Lola Dueñas       | Anabel           |
| Corine Marienneau | Yohanova babička |
| Marc Bodnar       | manžel Anabel    |
| Farid Larbi       | komisař          |

## Ocenění
- Cena Michela d'Ornana
- Francouzská unie filmových kritiků: nejlepší francouzský debut
- Zlatá hvězda francouzského filmu: nejlepší filmový debut
- César: nominace v kategoriích nejlepší debutový film (Alix Delaporte), nejslibnější herečka (Clotilde Hesme) a nejslibnější herec (Grégory Gadebois)